# Гриневич Андрій Володимирович
Андрій Володимирович Гриневич (1891—1938) — радянський державний і партійний діяч.

## Життєпис
Народився у с. Домашиха Новгород-Сіверського повіту Чернігівської губернії.
Закінчив у 1910 році Чернігівську чоловічу гімназію, згодом навчався на юридичному факультеті Петербурзького університету. Член РСДРП(б) з 1912 року.
Після повернення у червні 1917 року в Україну обраний секретарем Київського губкому партії більшовиків.
У 1919—1920 роках на посадах губернського продовольчого комісара у Воронежі, Вінниці, Миколаєві і Чернігові.
З 1922 по 1931 рік працював секретарем губкомів і обкомів партії у Запоріжжі, Іванові, Новосибірську, Іркутську.
З 1931 по 1938 рік — народний комісар у земельних справах СРСР, заступник голови Верховного суду СРСР, голова Уссурійського облвиконкому.
Репресований.
У 2015 році внесений у список осіб, за іменами яких, згідно з законом про декомунізацію, не можна називати географічні об'єкти.